# 李史
李史（?—?），战国时期宋国人物。
宋国太宰戴驩听说好几天夜里有人乘坐辒车到李史门口。夜晚派人替他监视。派出去的人回报，没有看到辒车，看到有人捧着笥器（竹器）和李史说话，过了一会儿，李史收下了笥器。